# Au fil des années
Au fil des années es un disco recopilatorio de Los Calchakis, editado en 1995 con el sello francés ARION. El álbum recoge algunas antiguas grabaciones del dúo Miranda: Héctor y Ana María, otras piezas ya registradas y algunos temas nuevos.

## Lista de canciones
| Tema musical                 | Recogido en el disco:                           |
| ---------------------------- | ----------------------------------------------- |
| Mis recuerdos                | de Les flutes de l'Empire Inca 1975             |
| Islas Galápagos (Las barcas) | de La flute indienne a travers les siècles 1973 |
| El carretero                 | de Pueblos del Sur 1983                         |
| Popurrí de kenas             | inédito, folklore boliviano                     |
| Sol caribe                   | de Himno al Sol 1980                            |
| Soles y lunas                | de Himno al Sol 1980                            |
| Zumampa                      | de Mystere des Andes 1971                       |
| Coplas en la noche           | de Le chant des poètes révoltés / Vol 2 1978    |
| Gato en sol                  | de Himno al Sol 1980                            |
| Cachullapi de las brujas     | de Pueblos del Sur 1983                         |
| La bikina                    | de Le vol du condor 1985                        |
| Arroyito campesino           | de Cordillere des Andes 1967                    |
| Amarraditos                  | de Au Perou avec Los Calchakis 1965             |
| Taki wawa                    | de En Bolivie avec Los Calchakis 1964           |
| Mensaje costeño              | de Au Perou avec Los Calchakis 1965             |
| La flor de la canela         | de Au Perou avec Los Calchakis 1965             |
| Estanislao                   | de Cordillere des Andes 1967                    |
| Palomita torcacita           | de Au Perou avec Los Calchakis 1965             |
| San Antonio                  | inédito, folklore colombiano                    |